# ワイパーズ
ワイパーズ（Wipers）は、アメリカ合衆国のパンクバンド。オレゴン州ポートランドで1977年にギターリストのグレッグ・セイジを中心に結成された。
1980年に発売されたファースト・アルバム『イズ・ディス・リアル?』は、カート・コバーンが音楽的影響を受けたと明言しており、『イズ・ディス・リアル?』に収録された2曲（「D-7」と「Return of the Rat」）をニルヴァーナがカバーしたことでバンドの知名度が高まった。1990年代のオルタナティヴ・ロック、グランジ・ロックに多大な影響を与えた。
1992年には、ニルヴァーナ、ホール、ソニック・ユースのサーストン・ムーアなどが参加したトリビュート・アルバム『Eight Songs For Greg Sage And The Wipers』（LP）、『Fourteen Songs For Greg Sage and The Wipers』（CD）がそれぞれ発売された。
1999年以降、活動を休止している。グレッグ・セイジは現在、フェニックスで「Zeno Records」というレーベルを運営しており、バンドのアーカイブも管理している。

## ディスコグラフィ

### スタジオ・アルバム
- 『イズ・ディス・リアル?』 - Is This Real? (1980年、Park Avenue)
- Youth of America (1981年、Park Avenue)
- Over the Edge (1983年、Trap/Brain Eater)
- Land of the Lost (1986年、Restless)
- 『フォロー・ブラインド』 - Follow Blind (1987年、Restless)
- 『サークル』 - The Circle (1988年、Restless)
- Silver Sail (1993年、Tim/Kerr)
- The Herd (1996年、Tim/Kerr)
- Power in One (1999年、Zeno)

### ライブ・アルバム
- Wipers Tour 84 (1984年、Trap)
- Wipers (1985年、Enigma)

### EP
- Alien Boy (1980年、Park Avenue)

### コンピレーション・アルバム
- The Best of Wipers and Greg Sage (1990年、Restless)
- Complete Rarities '78–'90 (1993年、True Believer)
- Wipers Box Set (2001年、Zeno)
- Out Takes (2010年、Jackpot)

### シングル
- "Better Off Dead" (1978年、Trap)
- "Romeo" (1981年、Trap)
- "Silver Sail" (1993年、Tim/Kerr)
- "The Herd" (1996年、Tim/Kerr)
- "Insane" (1996年、Tim/Kerr)

### 参加コンピレーション・アルバム
- "Same Old Thing" on 10-29-79 (1980年、Trap)
- "My Vengance" and "The Story" on Trap Sampler (1981年、Trap)
- "Nothin' to Prove" on Sub Pop 9 (1983年、Sub Pop)
- "Let Me Know" on River's Edge (1987年、Enigma)
- "Nothin' to Prove (Live)" on Sub Pop 100 (1986年、Sub Pop)
- "Return of the Rat" on Hype! The Motion Picture Soundtrack (1996年、Sub Pop)